# Tổng nha tài chính & Thanh tra quân phí Việt Nam Cộng hòa
Tổng nha Tài chính và Thanh tra Quân phí là một cơ quan trực thuộc Bộ Quốc phòng Việt Nam Cộng hòa. Tổng nha có nhiệm vụ chuyên lo về tài chính và quân phí cho Quân lực Việt Nam Cộng hòa. Người đứng đầu điều hành Tổng nha đều là những viên chức có bằng cấp và học vị cao, đã được đào tạo và thường xuyên được cử đi du học tu nghiệp về chuyên môn tại các Quốc gia tiên tiến.

## Lịch sử hình thành
Tổng nha Tài chính & Thanh tra Quân phí hình thành từ năm 1952 ở thời kỳ Quân đội Quốc gia do Quốc trưởng Bảo Đại làm Tổng chỉ huy. Ban đầu chỉ là một bộ phận có nhiệm vụ giải ngân hàng tháng cho đến các đơn vị trong quân đội, rồi các đơn vị trực tiếp phát lương cho các quân nhân trực thuộc. Sau này quân số trong quân đội gia tăng, bộ phận này từng bước được cải tổ về mặt tổ chức và nhân viên ngày càng quy mô, hoàn thiện hơn.
- Tổ chức và nhiệm vụ như sau:

### I. Tổ chức
- Giai đoạn 1, từ tháng 10 năm 1955 đến tháng 7 năm 1958:
1. Văn phòng Giám đốc
2. Sở Hành chính
3. Sở Tài chính
4. Nha Hành Ngân Kế (Hành chính, Ngân sách, Kế toán)

- Giai đoạn 2, từ tháng 8 năm 1958 đến tháng 2 năm 1964:
1. Văn phòng Tổng Giám đốc
2. Nha Hành chính
3. Nha Ngân sách
4. Nha Kế toán
5. Trường Quân chính
6. Nha Tài chính & Thanh tra Quân phí

- Giai đoạn 3, từ tháng 3 năm 1964 đến tháng 4 năm 1975:
Cải danh và sáp nhập Nha Tổng thanh tra Quân phí quản lý luôn quân số thuộc Lực lượng Địa phương quân & Nghĩa quân (nguyên trước thuộc Bộ Nội vụ, rồi Phủ Tổng thống, về sau thuộc Bộ Quốc phòng):
1. Văn phòng Tổng Giám đốc
2. Nha Hành chính và pháp chế
3. Nha Tài chính
4. Nha Thanh tra Quân phí
5. Trường Hành chính Tài chính
6. Trung tâm Chuẩn chi
7. Trung tâm Điện toán
8. Các Sở Hành chính Tài chính Địa phương (tất cả có 9 Sở)

### II. Nhiệm vụ
A- Ấn định tiêu chuẩn phân loại quy chế phục vụ và quyền lợi thụ hưởng cho:
- Toàn thể cá nhân và gia đình quân nhân các cấp cùng công chức Quốc phòng thuộc mọi phương vị: hiện dịch, trừ bị, đặc ước, trưng dụng, đồng hoá, động viên, thương tích, tàn phế, giải ngũ, từ trần.
- Các thành phần dân sự liên quan đến chi phí huấn luyện, vận chuyển, điều dưỡng, y tế, mai táng, trưng dụng tài sản, bồi thường thiệt hại dân sự.
B- Thiết lập và thi hành ngân sách Quốc phòng:
- Hướng dẫn các cơ sở tiếp vận, đại đơn vị, dự trù ngân khoản, giải toả kinh phí và than toán chi phí
- Can thiệp, phối hợp, bảo đảm nhu cầu ngoại viện các chi phí ngoài ngân sách
C- Tổ chức và điều hành hệ thống quản trị hành chính toàn thể quân lực:
- Bảo đảm thanh toán đúng mức, hợp thời mọi khoản quyền lợi cho toàn thể quân nhân
- Hướng dẫn thành lập các tư quỹ và cơ sở sản xuất kinh tế, xã hội cần thiết cho đời sống gia đình như Quân tiếp vụ...
- Thanh tra hiệu năng sử dụng quân phí, tiến hành điều tra, trừng phạt, thu hồi, truy tố mọi sự thâm lạm công quỹ, tham nhũng tài sản quân đội.

## Giám đốc, Tổng Giám đốc qua các thời kỳ
| Stt | Họ và tên                      | Tại nhiệm      | Chức danh     | Chú thích                                              |
| --- | ------------------------------ | -------------- | ------------- | ------------------------------------------------------ |
| 1   | Trịnh Đình Trù                 | 1952-1957      | Giám đốc      |                                                        |
| 2   | Nguyễn Đình Cẩn                | 1/1958-3/1962  | Giám đốc      |                                                        |
| 3   | Huỳnh Văn Đạo                  | 3/1962-9/1968  | Tổng giám đốc |                                                        |
| 4   | Bùi Quý Cảo Võ khoa Thủ Đức K2 | 9/1968-4/1972  | Tổng giám đốc | Năm 1974, tử nạn máy bay. Được truy thăng Chuấn tướng. |
| 5   | Châu Kim Nhân                  | 4/1972-10/1973 | Tổng giám đốc |                                                        |
| 6   | Nguyễn Văn Sơn                 | 10/73-4/1975   | Tổng giám đốc |                                                        |